# Union (Maine)
Union è un comune degli Stati Uniti d'America, situato nello Stato del Maine, nella contea di Knox.